# 카디스 공작 프란시스코
카디스 공작 프란시스코(Francisco de Asís María Fernando de Borbón y Borbón-Dos Sicilias, 1822년 5월 13일 ~ 1902년 4월 17일)는 카를로스 4세의 왕자인 인판타 프란시스코 데 파울라와 나폴리와 시칠리아의 공주 루이사 카를로타 사이에서 태어난 자식으로서, 사촌여동생에 해당하는 스페인 여왕 이사벨 2세와 결혼하였다. 그녀와의 결혼으로 카디스 공작의 지위와 스페인 여왕 부군의 지위를 얻었다. 둘은 사실상 영국에 의해서 혼인하게 된 것이므로, 부부 사이는 그렇게 좋지 않았다. 결혼하기 전의 이름은 프란시스코 데 아시스 데 보르본이었다.
아버지 프란시스코 데 파울라는 카를로스 4세의 아들이자 카를로스 3세의 손자이고, 어머니 루이사 카를로타는 카를로스 3세의 손자인 양시칠리아의 왕 프란체스코 1세의 딸로 역시 부르봉 왕가의 후손이었다. 어머니 루이사 카를로타의 친정어머니이자 그의 외조모인 스페인의 마리아 이사벨은 다시 카를로스 4세의 딸로, 프란시스코 데 파울라와 루이사 카를로타는 외숙질간이자 7촌간이었다.